# Trichomanes jenmanii
Trichomanes jenmanii là một loài dương xỉ trong họ Hymenophyllaceae. Loài này được Lellinger mô tả khoa học đầu tiên năm 1991.